# マヤコフスカヤ駅 (モスクワ地下鉄)
座標: 北緯55度46分12秒 東経37度35分45秒 / 北緯55.7701度 東経37.5958度
マヤコフスカヤ駅（マヤコフスカヤえき、ロシア語: Маяковская）は、モスクワ地下鉄2号線の駅。

## 歴史
1938年9月11日に2号線の最初の区間の一部として完成した。駅の設計はアレクセイ・ドゥーシュキンが行った。駅名はウラジーミル・マヤコフスキーを記念したもの。